# Lijst van grietmannen van Ezinge en Hardeweer
Dit is een lijst van grietmannen van de voormalige Nederlandse grietenij Ezinge en Hardeweer in de provincie Groningen, die bestaan heeft tot 1803.
| Ambtsperiode | Naam grietman                           | Leven     | Bijzonderheden                                          |
| ------------ | --------------------------------------- | --------- | ------------------------------------------------------- |
| 1658         | jonker Asinga van Ewssum op Engelumborg |           | hoofdeling, raad ter admiraliteit te Harlingen          |
| 1661         | Duijrt Elama op Allersma                |           | hoofdeling, raad ter admiraliteit te Harlingen          |
| 1686         | Johan de Marees                         |           |                                                         |
| 1711         | jonker Gijsbartus Matheus Criecx        |           | hoofdeling, grietman van Ezinge, Feerwerd en Hardeweer  |
| 1722         | Johan Wichers                           |           |                                                         |
| 1737         | Theodorus Robers                        |           |                                                         |
| 1746         | Aernold Hoisingh                        |           | geconstitueerd grietman van Hardeweer                   |
| 1752 - 1794  | dr. Regnerus Tjaarda Nauta              | 1724-1803 | geconstitueerd grietman, later overrichter van Ten Post |
| 1758         | Reneke Busch de Marees                  |           | geconstitueerd grietman van Hardeweer                   |
| 1758 - 1768  | Johan van Schulenburg                   |           | geconstitueerd grietman                                 |
| 1769 - 1770  | Gerhard Froon                           |           | geconstitueerd grietman                                 |
| 1794         | Jan Edelinck                            |           | geconstitueerd grietman                                 |
| 1802         | dr. Hendrikus Octavius Feith            | 1778-1849 |                                                         |